# 17a Brigada Mixta (Exèrcit Popular de la República)
La 17a Brigada Mixta va ser una unitat de l'Exèrcit Popular de la República que va prendre part en la Guerra civil espanyola. Durant la major part de la contesa va estar desplegada en el front del Centre.

## Historial
La unitat va ser creada a la fi de 1936 a Villarrobledo, tenint per comandant al tinent coronel d'infanteria Germán Madroñero López, i a Manuel Simarro Quiles —del PSOE— com a comissari polític. A mitjan gener de 1937 la 17a Brigada Mixta va ser enviada a primera línia del front, quedant desplegada en la zona d'Ocaña en vistes que participés en una prevista ofensiva sobre Brunete que, finalment, no arribaria a tenir lloc.
El 7 de febrer, agregada a l'Agrupació «Burillo» i en plena batalla del Jarama, va ser destinada a la defensa del Pont de Titulcia; poc després seria assignada a l'Agrupació «Chorda» i encarregada de la defensa del pont de Pindoque. Les forces franquistes van aconseguir prendre i assegurar el pont, per la qual cosa la 17a BM va haver d'acudir a tapar la bretxa enemiga, en socors de la 23a Brigada Mixta. El 12 de febrer va atacar en el sector de la Cuesta de la Reina, i dos dies més tard va quedar situada enfront del Vèrtex Pingarrón. El 15 de febrer va ser assignada a la Divisió «B» del general «Gal», prenent part en els duríssims combats que es van succeir per la conquesta del «Pingarrón». Madroñero va ser substituït pel comandant Hilario Cid Manzano.
Al final de la batalla del Jarama la unitat va ser assignada a la 13a Divisió, en el front de Madrid. La 17a BM, que va establir la seva caserna general s Morata de Tajuña, va quedar sota el comandament del tinent coronel Julián del Castillo Sánchez, veterà de la guerra de Cuba. A la fi de 1937 el major de milícies Carlos Fabra Marín va assumir el comandament de la brigada, succeït poc després pel major de milícies Gregorio Herrero del Olmo. No va tornar a prendre part en cap altra operació militar de rellevància.
La 17a Brigada Mixta va editar una publicació, Madrid.

## Comandaments
Comandants
- tinent coronel d'infanteria Germán Madroñero López;
- comandant d'infanteria Hilario Cid Manzano;[3]
- tinent coronel Julián del Castillo Sánchez;
- major de milícies Carlos Fabra Marín;
- major de milícies Gregorio Herrero de l'Olmo;
- major de milícies Manuel López Cabanas;

Comissaris
- Manuel Simarro Quiles, del PSOE;
- Ángel Maynar Cebrián, del PSOE;[4]
- Pedro Tordesillas Sanz;